# Bufonia duvaljouvii
Bufonia duvaljouvii là loài thực vật có hoa thuộc họ Cẩm chướng. Loài này được Batt. & Trab. mô tả khoa học đầu tiên năm 1879.